# Seddera namibica
Seddera namibica är en vindeväxtart som beskrevs av Sebsebe Demissew. Seddera namibica ingår i släktet Seddera och familjen vindeväxter. Inga underarter finns listade i Catalogue of Life.